# Англквил л'Анвал
Англквил л'Анвал (фр. Anglesqueville-l'Esneval) насеље је и општина у северној Француској у региону Горња Нормандија, у департману Приморска Сена која припада префектури Авр.
По подацима из 2011. године у општини је живело 553 становника, а густина насељености је износила 126,83 становника/km². Општина се простире на површини од 4,36 km². Налази се на средњој надморској висини од 130 метара (максималној 133 m, а минималној 79 m).

## Демографија
| 1962. | 1968. | 1975. | 1982. | 1990. | 1999. | 2011. |
| ----- | ----- | ----- | ----- | ----- | ----- | ----- |
| 138   | 188   | 216   | 321   | 372   | 473   | 553   |

График промене броја становника у току последњих година